# 1563 w literaturze
Wydarzenia literackie w 1563 roku.

## Nowe książki
- polskie
  - Biblia brzeska
  - Historia trojańska
  - Klemens Janicki – Żywoty królów polskich wierszem elegijnym opisane (pierwsze wydanie, utwór powstał w 1541-1542)
  - Stanisław Orzechowski – Rozmowa albo Dyjalog około egzekucyjej Polskiej Korony

## Urodzili się
- Michael Drayton, angielski poeta
- Josuah Sylvester, angielski poeta

## Zmarli
- John Bale, angielski historyk